# 頌歌
頌歌（しょうか）（オード、ode, 古代ギリシア語：ὠδή、または頌詩（しょうし）、賦（ふ））は壮麗で手の込んだ抒情詩（韻律）の形式。古典的な頌歌は、ストロペー、アンティストロペー、エポードスの3つの部分から構成される。また、homostrophic odeや不規則な頌歌（irregular ode）といった異なる形式も存在する。

## ギリシアの頌歌
ギリシアのメロス（melos）つまり「歌曲」は、詩人がじきじきに声に出す部分と、楽団と熟練の踊り手たちによる合唱歌に分かれていた。どちらもかつて頌歌と呼ばれていたものの中にあったが、前者はアルカイオス、アナクレオン、サッポーによって抒情詩に近づいた。
一方、後者（合唱歌）は、その中で詩人が自分の立場を述べていたが、必ず合唱隊によって支えられ、あるいは解釈され、厳密な意味での頌歌になるに至った。この詩にストロペーからなる配置をもたらしたのはアルクマンだと考えられ、ストロペーは頌歌に欠かせないものとなった。この方法は、ステシコロス、イビュコス、シモーニデースを経て、古代の頌歌の2大詩人、ピンダロスとバッキュリデースに伝わった。
ピンダロスの抒情詩における形式と韻律の配置は英雄的頌歌（heroic ode）の典型を規定した。それらは意識してかなり手の込んだ韻律で作られ、それぞれの頌歌は個々の創意工夫の結果であって、形式の完全な一貫性を保っているわけではないことが、現在ではわかっている。しかし、エイブラハム・カウリーやニコラ・ボアロー＝デプレオーといった過去の批評家たちは、頌歌の無規則性変化の中にあるまったくの無法さから、頌歌は近代の詩より、中世のトルバドゥールたちのカンソやシルヴェンテスにより似ていると考えた。ラテン語の頌歌自体はその複雑なハーモニーの秘密を失っているように見え、作者たちもピンダロスやバッキュリデースの頌歌を本気で模倣しようとはしなかった。
ギリシアの頌歌が徐々にその楽譜の記号を失ったということはありえる。笛で伴奏されていたのが、そのうちまったく伴奏なしに頌歌は朗読された。ローマの詩人たちによって作られた時、頌歌はレスボス島の抒情詩人たちの個人的な抒情詩形に回帰した。もっとも完璧な方法で、それを例証するのは、ホラティウスと カトゥルスである。ホラティウスはアルカイオスやアナクレオンを模倣・翻訳し、カトゥルスはサッポーから直接に霊感を受けた。

## イギリスの頌歌
イギリス（英語）の頌歌の最初の手本とされたのは、様々なテーマで思索型の抒情詩を書く表現形式を使っていたホラティウスだった。その厳格な形式に則って、英語で書かれた最初の頌歌は、エドマンド・スペンサーの『祝婚歌（Epithalamium）』と『結婚詩（Prothalamium）』である。
17世紀の重要なイギリス独自の頌歌は、エイブラハム・カウリーとアンドリュー・マーヴェル（en:Andrew Marvell）のものである。『Horatian Ode upon Cromwell's Return from Ireland（クロムウェルのアイルランドからの帰還に寄せるホラティウス風頌歌）』の中で、マーヴェルは、ホラティウスを手本にした正規の形式（2つの四歩格行の後に2つの三歩格行を置く）を使った。一方、カウリーは、短長格の詩ではあったが、行の長さと押韻構成の不規則なパターンを持った『ピンダロス風頌歌（Pindarick ode）』を書いた。カウリーの『ピンダロス風頌歌』の法則（不規則な頌歌）はピンダロスの韻律の使い方の誤解に基づいたものだったが、広く模倣され、ジョン・ドライデンの成功を生んだ。しかし、18世紀になって、ピンダロスの韻律のより正しい理解により、この不規則な頌歌は衰えた。『The Progress of Poesy（詩の進歩）』と『The Bard（吟遊詩人）』はトマス・グレイによる「本格的な」ピンダロス風頌歌である。
1800年頃、ウィリアム・ワーズワースが代表作の1つ『霊魂不滅のうた』でカウリーの不規則な頌歌を復活させた。サミュエル・テイラー・コールリッジも不規則な頌歌を書いた。一方、ジョン・キーツとパーシー・ビッシュ・シェリーは正規の詩節のパターンを持つ頌歌を書いた。14行のテルツァ・リーマの詩節で書かれたシェリーの『西風の頌歌（西風の賦、西風に寄せる歌）』はこの形式の代表的なものだが、19世紀に書かれた頌歌でおそらく最も素晴らしいものはキーツの書いたものであろう。キーツ以降、イギリスの頌歌は比較的少ない。例外として、ローレンス・ビニヨン（en:Laurence Binyon）の詩『For the Fallen』の第4連で、これは別名『The ode to the fallen』もしくは『The Ode』と呼ばれている。

## スペインと南米の頌歌
スペイン語圏では、チリの詩人でノーベル文学賞受賞者パブロ・ネルーダが頌歌を復活させた。ネルーダは概念、生命のない物体、果実、野菜、そして生き物の全種類のために頌歌を作った。ネルーダは、それまで詩が対象にしたことがない、普通でありきたりのものにスポットをあてた。ネルーダの頌歌の多くは、『ありふれたものへのオード（Odas elementales）』（1954年）、『新・ありふれたものへのオード（Nuevas Odas Elementales）』（1956年）、『Navegaciones y regresos（航海と帰郷）』（1959年）に収められている。ネルーダの頌歌は広く世界中に翻訳され、学生や若い詩人たちの間の頌歌人気に貢献している。ネルーダの頌歌の対象には、トマト、猫（『Oda al Gato』（en:Oda al Gato））、ワインなどがある。

## 音楽の中の頌歌
楽曲としての頌歌も、詩の頌歌同様知られている。16世紀には盛んにホラティウスの頌歌に曲がつけられた。有名なものではルートヴィヒ・ゼンフル、クロード・グディメルなどの曲がある。ドライデンの頌歌『聖セシリアの日のための頌歌（Ode on St. Cecilia's Day）』にはヘンデルが曲をつけ、フリードリヒ・フォン・シラーの頌歌『歓喜の歌』はベートーヴェンの交響曲第9番に使われた。高位の人のための頌歌にもよく曲がつけられた。たとえば、ヘンデルの『アン女王の誕生日のための頌歌（Ode for the Birthday of Queen Anne）』や、バイロンの頌歌にアルノルト・シェーンベルクが曲をつけた『ナポレオン・ボナパルトへの頌歌（Ode to Napoleon Bonaparte）』などである。

## ポップ・ミュージック
- Ode to Don Jose（アート・オブ・ノイズ。『イン・ノー・センス?ナンセンス!』収録。1987年）
- Ode to Chin（スウィッチフット（en:Switchfoot）。『The Legend of Chin』収録。1997年）
- Ode to Star L23（ウィー・アー・サイエンティスツ（en:We Are Scientists）。『Safety, Fun, and Learning』収録。2002年）
- Ode to Billie Joe（ボビー・ジェントリー（en:Bobbie Gentry）。『Ode To Bobbie Gentry - The Capitol Years』収録。2000年）
- オードゥ・トゥ・マイ・ファミリー（Ode to my Family）（クランベリーズ。『ノー・ニード・トゥ・アーギュ』収録。1994年）
- オード・トゥ・サマー（Ode To Summe）（ロストプロフェッツ。『ザ・フェイク・サウンド・オヴ・プログレス』収録）
- Ode to Serotonin（ナイトメア・オブ・ユー（en:Nightmare of You）。『Nightmare of You』収録。2005年）
- Ode to My Car（Scott Chiesa）
- アン・オード・トゥ・ノー・ワン（An Ode to No-one）（スマッシング・パンプキンズ。『メロンコリーそして終りのない悲しみ』収録。1995年）
- Ode to the Sun（ドレッジ（en:Dredg）。『Catch Without Arms』収録。2005年）
- アン・オード・トゥ・メイビー（An Ode to Maybe）（サード・アイ・ブラインド。『ブルー』収録。1999年）
- Ode to Ochrasy（マンドゥ・ディアオのアルバム）
- Ode to Divorce（レジーナ・スペクター。『Soviet Kitsch』収録。2005年）
- Ode to a Grasshopper（ジム・モリソン。Hollywood Bowlでのドアーズのコンサートで『ジ・エンド』の中に即興で盛り込まれた歌詞。1968年）
- Ode of a Bike（Overload）
- Ode To Silence（キスチェイシー。『Fire In The Breeze』収録。2004年）
- オウド・トゥ・オーレン・イシイ（Ode 2 Oren Ishii）（RZA。映画『キル・ビル』の中の曲。オーレン石井は登場人物の名前）
- Ode To A Superhero（アル・ヤンコビック。ビリー・ジョエルの『ピアノ・マン』のパロディ）
- ミルク（Milk (Ode to Billy)）（アンスラックス。『アタック・オブ・ザ・キラー・ビーズ!!』に収録。1997年）
- Ode to Clarissa（クイーンズ・オブ・ザ・ストーン・エイジ）\ニック・オリヴェリ（en:Nick Oliveri）
- Ode to Freedom（ABBA）（ヴォヤージ || Voyageに収録。2021年）